# Централноевропски међународни куп 1933/35.
Централноевропски међународни куп 1933/35. (енгл. 1933–35 Central European International Cup) је било треће издање Међународног фудбалског Централноевропског купа и одржано је између 2. април 1933 – 24. новембра 1935. године.  Играло се по кружном систему свако са сваким, између пет тимова укључених у турнир.

## Коначан пласман и резултати
| Pos | Тим          | О | П | Н | И | ГД | ГП | ГР  | Бод. |
| --- | ------------ | - | - | - | - | -- | -- | --- | ---- |
| 1   | Италија      | 8 | 5 | 1 | 2 | 18 | 10 | +8  | 11   |
| 2   | Аустрија     | 8 | 3 | 3 | 2 | 17 | 15 | +2  | 9    |
| 3   | Мађарска     | 8 | 3 | 3 | 2 | 17 | 16 | +1  | 9    |
| 4   | Чехословачка | 8 | 2 | 4 | 2 | 11 | 11 | 0   | 8    |
| 5   | Швајцарска   | 8 | 1 | 1 | 6 | 13 | 24 | −11 | 3    |

## Утакмице
| Швајцарска | 0—3      | Италија                      |
| ---------- | -------- | ---------------------------- |
|            | Извештај | Скјавио 35’, 60’ · Меаца 75’ |

| Италија                  | 2—0      | Чехословачка |
| ------------------------ | -------- | ------------ |
| Ферари 41’ · Скјавио 44’ | Извештај |              |

| Мађарска                        | 3—0      | Швајцарска |
| ------------------------------- | -------- | ---------- |
| Авар 7’, 77’ · Минели 66’ (аг.) | Извештај |            |

| Мађарска | 0—1      | Италија   |
| -------- | -------- | --------- |
|          | Извештај | Борел 43’ |

| Италија                                                    | 5—2      | Швајцарска             |
| ---------------------------------------------------------- | -------- | ---------------------- |
| Ферари 8’ · Пициоло 44’ · Орси 49’ · Меаца 55’ · Монти 66’ | Извештај | Боси 21’ · Килхолц 38’ |

| Италија                | 2—4      | Аустрија                         |
| ---------------------- | -------- | -------------------------------- |
| Гуајта 48’ (пен.), 50’ | Извештај | Цишек 19’, 23’, 55’ · Биндер 28’ |

| Швајцарска             | 2—3      | Аустрија                     |
| ---------------------- | -------- | ---------------------------- |
| Боси 58’ · Килхолц 68’ | Извештај | Бикан 16’, 76’ · Кабурек 46’ |

| [[Фудбалска репрезентација Чехословачке {{{altlink2}}}\|Чехословачка]] | 2—2      | Мађарска        |
| ---------------------------------------------------------------------- | -------- | --------------- |
| Соботка 2’ · Пуч 42’                                                   | Извештај | Шароши 30’, 56’ |

| Аустрија             | 2—2      | Чехословачка |
| -------------------- | -------- | ------------ |
| Биндер 4’ · Фогл 31’ | Извештај | Чех 59’, 86’ |

| Мађарска                    | 3—1      | Аустрија  |
| --------------------------- | -------- | --------- |
| Шароши 34’, 47’ · Толди 84’ | Извештај | Зичек 17’ |

| Швајцарска       | 2—2      | Чехословачка     |
| ---------------- | -------- | ---------------- |
| Килхолц 14’, 41’ | Извештај | Неједли 45’, 58’ |

| Аустрија                           | 3—0      | Швајцарска |
| ---------------------------------- | -------- | ---------- |
| Кабурек 3’ · Скумал 6’ · Цишек 46’ | Извештај |            |

| [[Фудбалска репрезентација Чехословачке {{{altlink2}}}\|Чехословачка]] | 3—1      | Швајцарска |
| ---------------------------------------------------------------------- | -------- | ---------- |
| Хорак 8’ · Неједли 37’, 89’                                            | Извештај | Бош 48’    |

| Аустрија | 0—2      | Италија        |
| -------- | -------- | -------------- |
|          | Извештај | Пиола 51’, 81’ |

| [[Фудбалска репрезентација Чехословачке {{{altlink2}}}\|Чехословачка]] | 0—0      | Аустрија |
| ---------------------------------------------------------------------- | -------- | -------- |
|                                                                        | Извештај |          |

| Швајцарска                                        | 6—2      | Мађарска            |
| ------------------------------------------------- | -------- | ------------------- |
| Јек 8’ · Килхолц 21’, 35’, 57’ · Абеглен 40’, 63’ | Извештај | Чех 59’, 72’ (пен.) |

| Мађарска   | 1—0      | Чехословачка |
| ---------- | -------- | ------------ |
| Маркош 60’ | Извештај |              |

| Аустрија                        | 4—4      | Мађарска                              |
| ------------------------------- | -------- | ------------------------------------- |
| Бикан 7’, 11’, 58’ · Хофман 66’ | Извештај | Толди 6’ · Винце 8’, 30’ · Шароши 21’ |

| [[Фудбалска репрезентација Чехословачке {{{altlink2}}}\|Чехословачка]] | 2—1      | Италија  |
| ---------------------------------------------------------------------- | -------- | -------- |
| Хорак 52’, 80’                                                         | Извештај | Пито 75’ |

| Италија                  | 2—2      | Мађарска        |
| ------------------------ | -------- | --------------- |
| Колауси 69’ · Ферари 70’ | Извештај | Шароши 43’, 79’ |

## Победник
| Централноевропски куп 1933/35. |
| ------------------------------ |
| · Италија · Друга титула       |

## Статистика

### Стрелци голова
Укупно је постигнуто  76 голова у 20 утакмица, с просеком од 3.8 гола по утакмици.
7 голова
- Ђ- Шароши
- Л. Килхолц

5 голова
- Ј. Бикан
- К. Цишек

4 гола
- О. Неједли

3 гола
- А. Скјавио
- Ђ. Ферари
- В. Хорак

2 гола
- Ф. Биндер
- М. Кабурек
- Е. Гуаита
- Ђ. Меаца
- С. Пиола
- Ј. Винце
- Г. Толди
- Л. Чех
- И. Авар
- А. Абеглин
- Ј. Боси
- В. Чех

1 гол
- Ш. Скоумал
- А. Фогл
- Л. Хофман
- И. Маркош
- М. Пициоло
- Р. Орси
- Л. Монти
- А. Пито
- Ђ. Калаузи
- Ф. Борел
- А. Јек
- Е. Бош
- А. Пуч
- Ј. Соботка

1 аутогол
- С. Минели (против Мађарске)